# Blacus nixoni
Blacus nixoni é uma espécie de insetos himenópteros, mais especificamente de vespas parasíticas pertencente à família Braconidae.
A autoridade científica da espécie é Haeselbarth, tendo sido descrita no ano de 1973.
Trata-se de uma espécie presente no território português.